# 2식 수상전투기

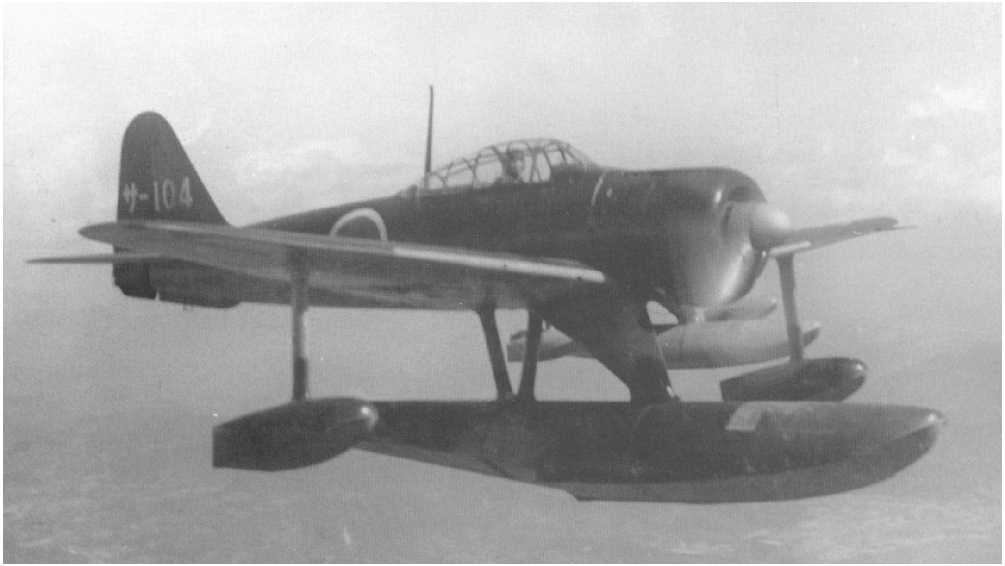
2식 수상 전투기. 별다른 특징 없이 그냥 0식 함상전투기에 플로트를 단 버전이라고 생각하면 된다.

나카지마 A6M2-N 또는 2식 수상 전투기(일본어: 二式水上戦闘機)는 제2차 세계 대전 기간에 사용된 일본 제국 해군의 전투기이다. 연합군의 코드 네임은 루페(Rufe)이다. 1941년 초반에 일본 제국 해군이 남태평양 진출 작전을 펼치며 남태평양에서 작전을 수행할 수상 이착륙이 가능한 전투기가 필요하게 되자 나카지마 중공업에서 0식 함상전투기를 개조하여 만든 수상전투기이다.
일반적인 0식 함상전투기 기체를 개조하여 11개월 후 시제품 1호기가 완성되고, 1941년 12월 8일(이 날은 일본 육해군의 진주만 공격이 시작된 날이다.) 시험 비행에 성공하고 생산을 시작했다. 그 후 1942년 7월 일본 해군 항공대에게 정식 채용이 되어 실전에 배치된다. 전투력은 일반적인 0식 함상전투기과 다른 것이 없고 성능도 뛰어나서 태평양 전쟁 당시에 나름대로의 활약을 하였다.

## 같이 보기
- 0식 함상전투기
- 그러먼 F4F 와일드캣
- 가와니시 N1K